# アルフォンソ2世 (ナポリ王)
アルフォンソ2世（Alfonso II, 1448年11月4日 - 1495年12月18日）は、ナポリ王（在位：1494年 - 1495年）。ナポリ王フェルディナンド1世と最初の妃イザベッラの長子。

## 生涯
父の死により1494年に王位を継承したが、フランス王シャルル8世による侵攻（第一次イタリア戦争）はすでに目の前に控えていた。アルフォンソは教皇アレクサンデル6世に仲介を求め、教皇もシャルル8世にオスマン帝国を攻撃するよう説得したが、シャルル8世は無視した。結局、10月にシャルル8世は2万5千という同時代においては類を見ない大軍を率いて進軍し、翌1495年2月にはナポリ王国に到着。アルフォンソ2世はナポリ王位を長子のフェルディナンドに譲位して逃亡、同年12月メッシーナで死去した。

## 子女
アルフォンソ2世は1465年にミラノ公フランチェスコ・スフォルツァの娘イッポーリタ・マリーアと結婚した。2人の間には3子が生まれた。
- フェルディナンド2世（1469年 - 1496年） - ナポリ王
- イザベッラ（1470年 - 1524年） - ミラノ公ジャン・ガレアッツォ・スフォルツァと結婚
- ピエロ（1472年 - 1491年）

2番目の妃トロッジャ・ガッゼラとの間には2子が生まれた。
- サンチャ（1478年 - 1506年） - スクイッラーチェ公ホフレ・ボルジア妃
- アルフォンソ（1481年 - 1500年） - ビシェーリエ公、ルクレツィア・ボルジアの二度目の夫。子に2代ビシェリエ公・セルモネータ公ロドリゴ（1499年 - 1512年）。